# Francesco Pollini
Francesco Pollini, també Franz de Paula Pollini (Ljubljana (Eslovènia), 26 de març, 1762 - Milà (Itàlia), 17 de setembre, 1846), va ser un compositor i pianista italià.

## Família
La família Pollini s'havia traslladat a Carniola 100 anys abans que nasqués Francesco Pollini. El pare de Francesco treballava com a metge i farmacèutic a Ljubljana. Va rebre un títol nobiliari austríac hereditari de l'emperadriu Maria Teresa perquè havia desenvolupat una recepta per a una decocció contra la sífilis. Francesco Pollini va heretar aquesta recepta i va continuar produint la medicina coneguda com le acque Pollini i la va utilitzar per tractar nobles i companys músics.

## Biografia
Francesco Pollini va viatjar a Praga el 1783 i un any més tard a París, on va conèixer Antonio Salieri. El va presentar a l'enviat francès a la cort vienesa, Marie-François-Louis Du Roullet, conegut pels seus llibrets. El març de 1786 Pollini va ser a Viena i va cantar el paper d'Idamante a l'òpera Idomeneo de Wolfgang Amadeus Mozart al "Palais Auersperg". Mozart va dedicar el duet Spiegarti non poss'io per a soprano i tenor, KV 489, i la Scena con rondò per a tenor i violí, KV 490, al baró Pollini. Després de viatjar durant uns dos anys, Pollini va estudiar composició a Milà a partir de 1790 amb Nicola Antonio Zingarelli. El 1798, Pollini es va casar amb Mariana Gasparini, de 23 anys, una arpista apassionada. El mateix any es va representar l'òpera de Pollini La casetta nei bochi al "Teatro della Cannobiana". L'any 1801, Il trionfo della pace es va representar a la Scala de Milà amb motiu d'una cerimònia de celebració del Tractat d'Amiens.
Per a les celebracions de la coronació de Napoleó com a rei d'Itàlia el 26 de maig de 1805, dues de les obres més grans de Pollini, Vivat, vivat i Te ergo quaesumus, es van representar a la catedral de Milà. El 1812, Pollini va escriure unes lliçóns de piano forte Metodo di clavicembalo per al Conservatori de Milà, un llibre de text que es va utilitzar a Itàlia durant dècades i que li va valer la condició de membre honorari del conservatori.

## Obra
Pollini va compondre cantates sagrades, misses, un Stabat Mater, un Rèquiem i un Te Deum, diverses arietes amb acompanyament de piano o orquestral i, sobretot, més de 60 obres d'opus per a piano, com les sonates i les variacions aleshores populars basades en les òperes populars. de l'època. Al voltant de 60 de les seves obres van ser impreses durant la seva vida per diferents editors europeus, especialment per l'editorial italiana Ricordi.
Obres escèniques

- „La casetta nel bosco“, Òpera en 3 actes (1798, Milà)
- „Il genio insubre“ Acció teatral 2 actes (1799, Milà)
- „Le convenienze teatrali“, Òpera, (incompleta)
- „Ines di Castro“, Òpera, (incompleta)
- „Il ripudio fortunato, farsa“, (incompleta)